# Bjering

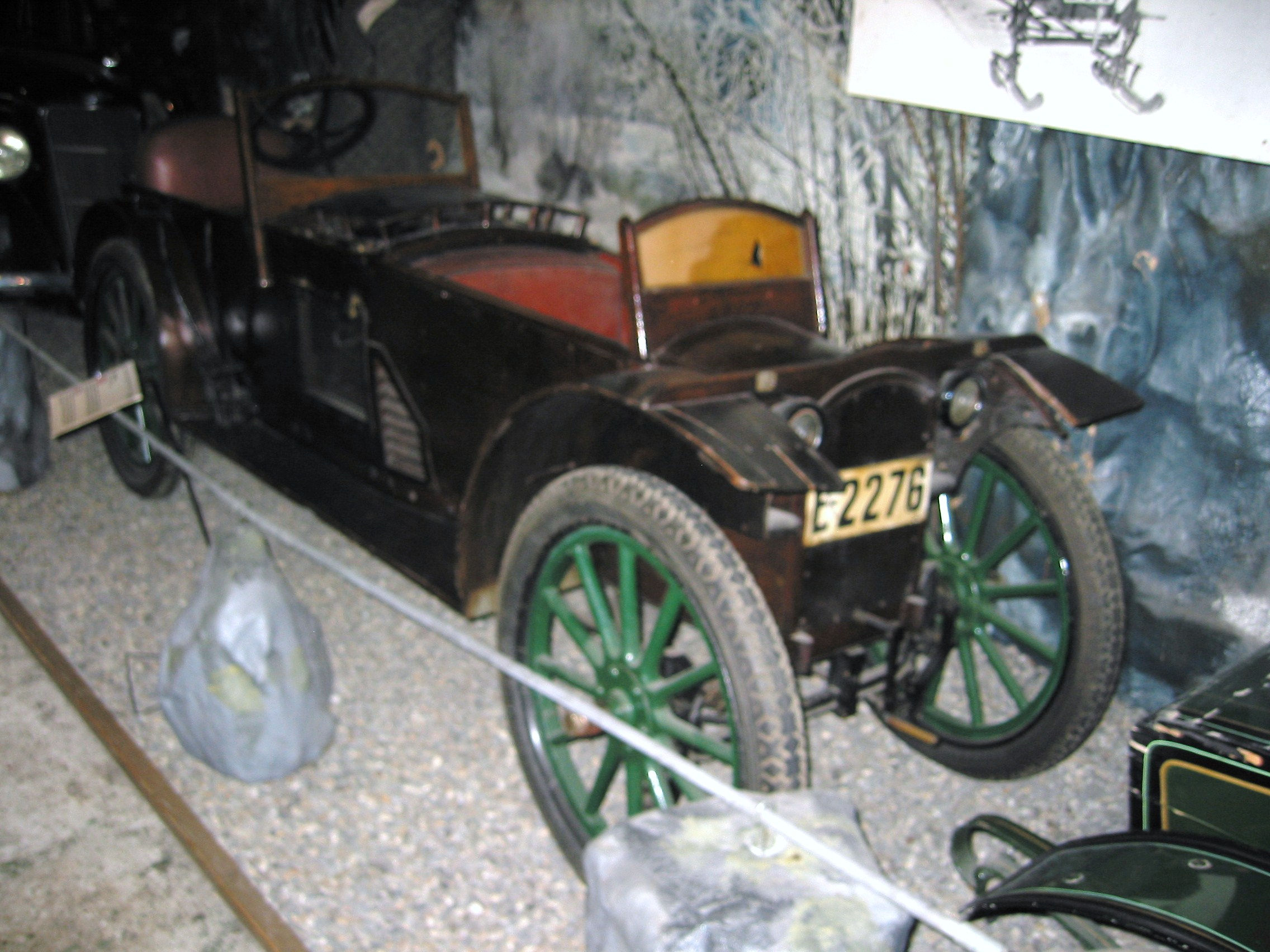
Bjering

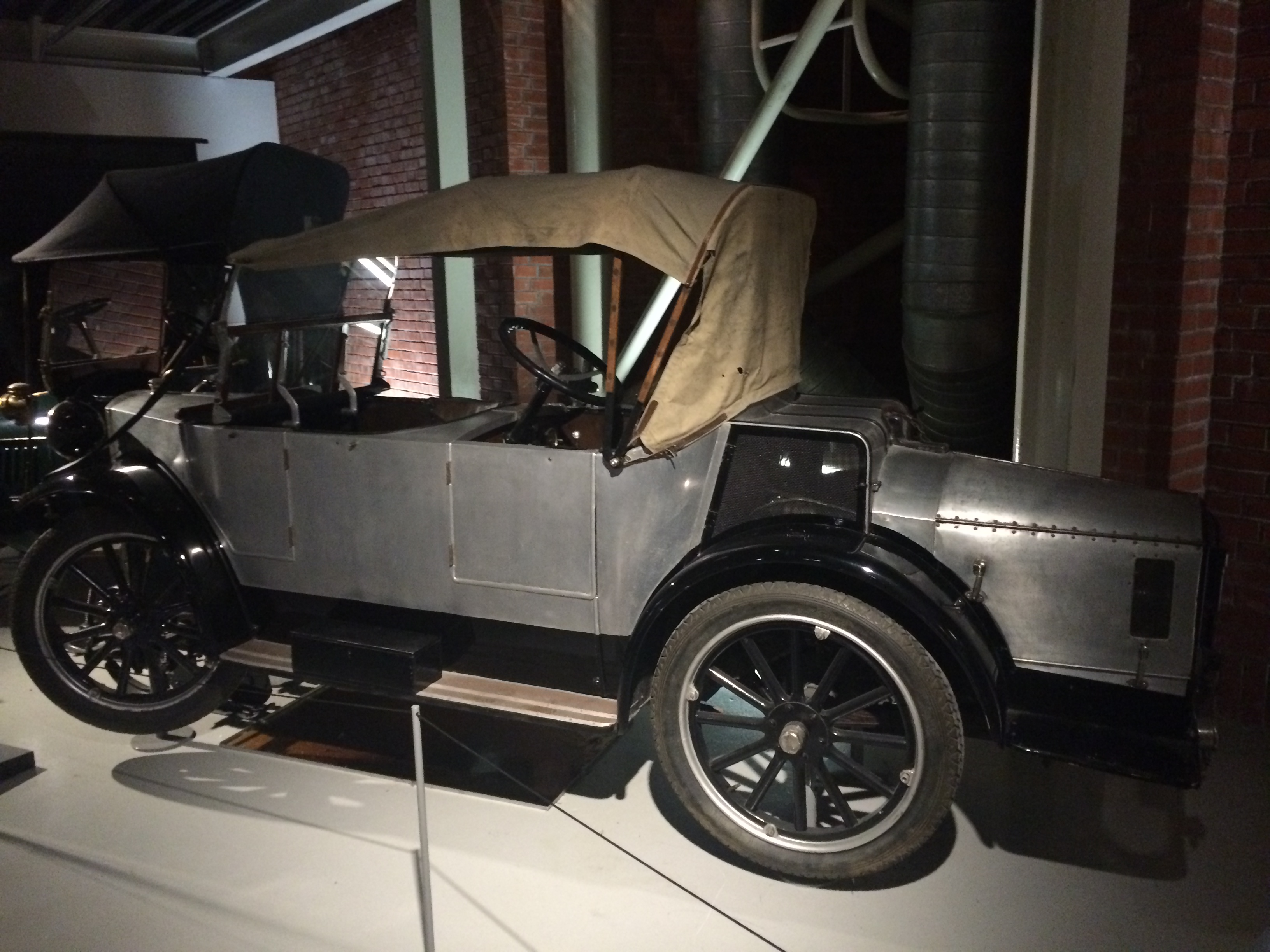
Bjering

Bjering war ein norwegischer Hersteller von Automobilen.

## Unternehmensgeschichte
Das Unternehmen von Hans Christian Bjering aus Gjøvik begann 1918 mit der Produktion von Automobilen. 1920 wurde die Produktion nach zehn hergestellten Exemplaren eingestellt.

## Fahrzeuge
Das einzige Modell war ein Kleinwagen. Es bot zwei Personen hintereinander Platz. Der Fahrer saß hinten. Bei den ersten Fahrzeugen kam ein V-Motor mit vier Zylindern in Mittelmotorbauweise zum Einsatz. Bei den letzten Fahrzeugen wurde ein Vierzylinder-Reihenmotor verwendet, der im Heck des Fahrzeugs montiert war.
Ein Fahrzeug dieser Marke ist im Norsk Kjøretøyhistorisk Museum in Lillehammer zu besichtigen.